# Les Diamants de la couronne
Les Diamants de la couronne (Kronjuvelerna) är en fransk opéra comique i tre akter med musik av Daniel Auber och libretto av Eugène Scribe och Jules-Henri Vernoy de Saint-Georges.
Operan hade premiär den 6 mars 1841 på Opéra-Comique i Paris och svensk premiär den 17 september 1845 på Gustavianska operahuset i Stockholm (i översättning av Nils Erik Wilhelm af Wetterstedt), där den spelades 112 gånger fram till 1906.

## Personer
- Catarina (sopran)
- Diana (sopran)
- Don Henrique de Sandoval (tenor)
- Rebolledo (baryton)
- Don Sébastien d'Aveyro (tenor)
- Greve de Campo Mayor (tenor)
- Mugnoz (tenor)
- Barbarigo (basbaryton)

## Handling
Kronjuvelerna i titeln tillhör en portugisisk prinsessa som tvingas sälja dem för att få pengar. Hon klär ut sig till kvinnan Catarina och slår sig i slang med ett rövargäng som kan ordna fram falska juveler att ersätta de sålda. Hon blir förälskad i ledaren Don Henrique. Utklädda till munkar och rökande cigaretter hamnar banditerna i många komiska situationer.